# 可愛
可愛是一個主觀的詞彙，描述了一種通常與青春和外表相關的吸引力，也是行為學中的科學概念和分析模型，最初由康拉德·洛倫茲（Konrad Lorenz）等提出。洛倫茲提出嬰兒圖式（英語：baby schema；德語：Kindchenschema）的概念，這是一組面部和身體特徵，使一個生物看起來“可愛”並觸發（“釋放”）其他人照顧它的動機。可愛可以歸因於被認為有吸引力或迷人的人以及事物。
嬰兒圖式/兒童圖式指定了人類兒童和年幼動物中發生的幼態比例，尤其是某些面部特徵，它們充當關鍵刺激並因此觸發育幼行為。 這確保了父母照顧他們的孩子，保護他們並撫養他們。 在子代幼年期相對長的物種中，這種由本能行為引起的反應在維持父母對孩子的情緒連結（親子關係）方面也起著重要作用。

## 心理學的詮釋

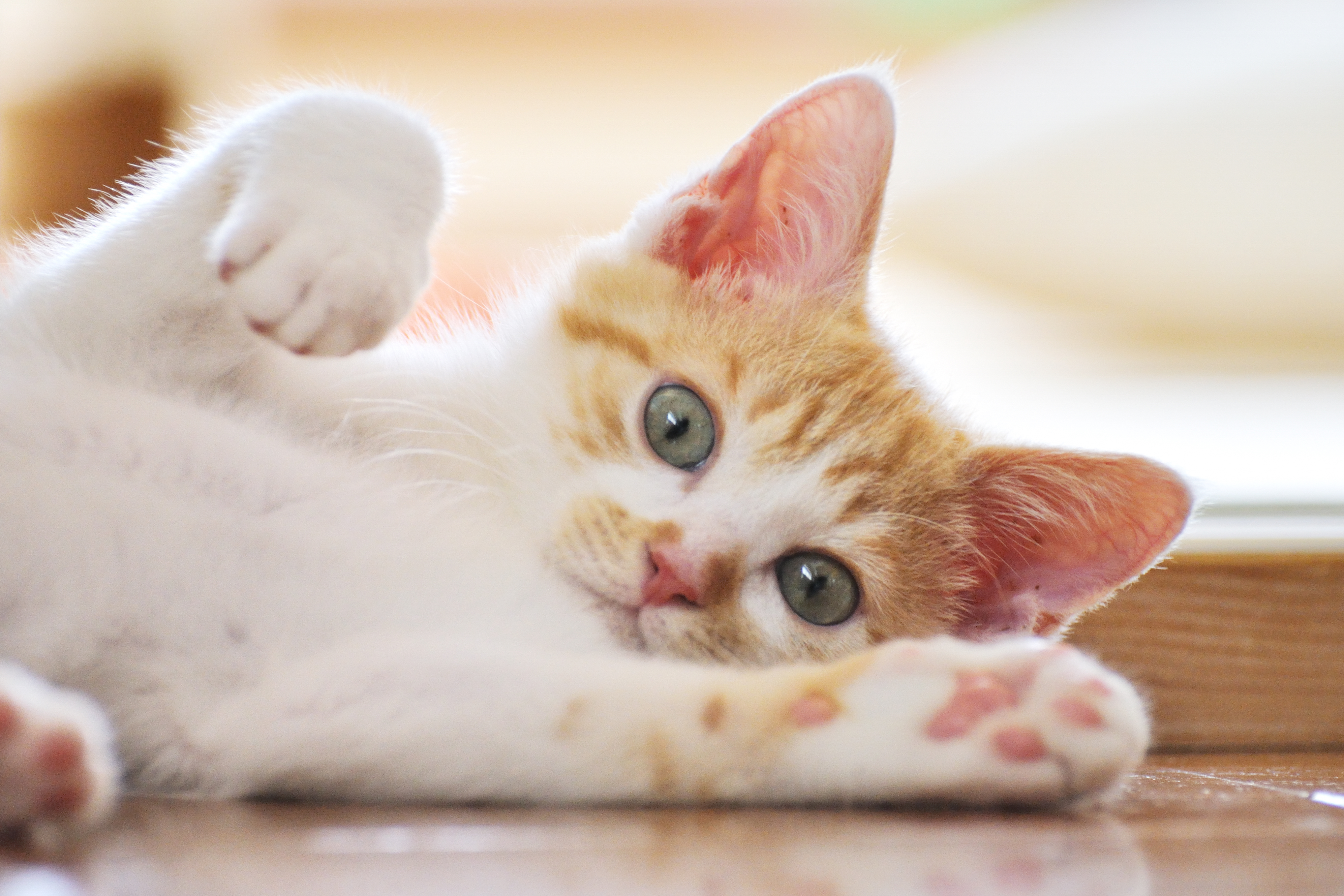
可愛的小貓

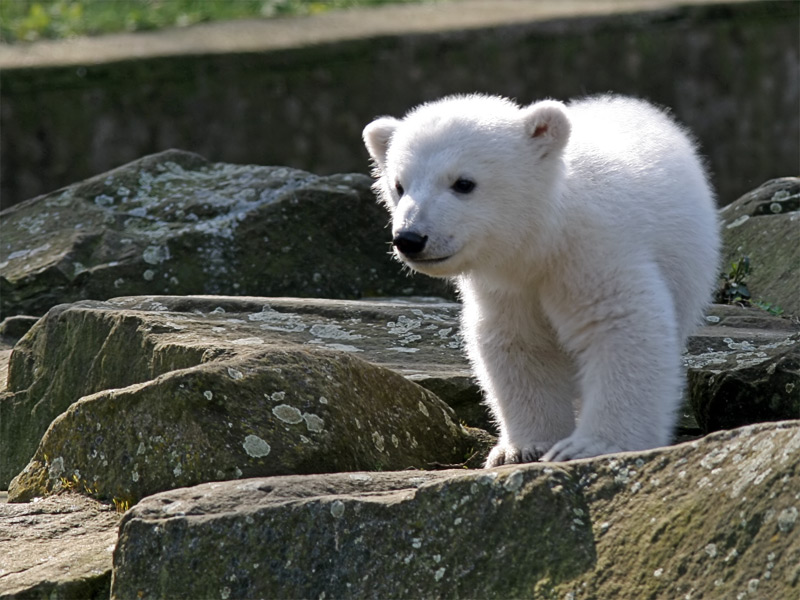
柏林動物園的北極熊努特是新聞報導中的可愛動物之一。

洛倫茲於1949年指出，幼童的可愛特質能夠引發成人的養育之心，確保幼童能夠受到妥善的照顧。這是一種演化上的適應，確保了人類的延續。他也指出，證據表明人類与較可愛的動物互動較頻繁，這些可愛的動物有著大眼、大頭、短鼻等特徵。
也就是說，人類喜愛有明顯幼态延续（pedomorphosis）特徵的動物。所謂幼體滯留是個體雖然達到成年的階段，仍然殘存著幼體的特徵，包括大頭或大眼。因此，這也就足以解釋為何大熊貓或無尾熊那麼受歡迎。狗或貓普遍被認為很可愛，也許是因為人類喜愛豢養有幼體特徵的寵物，同時也認為牠們較不具攻擊性。
某些晚近的研究進一步證實了洛倫茲的理論。例如，成年的人類与嬰兒互動很頻繁。研究也發現，可愛特徵與臉部對人類的吸引力似乎都大同小異，不分哪個文化都一樣。
除此之外，對可愛的心理反應不只限於人類。許多幼小的哺乳類和鳥類都有共同的典型的生理特徵，一眼就能看出牠們和成熟的個體是有差別的。最近對幼年三角龍頭骨的研究也發現，可愛是一種既古老又非常有用的生存之道。
一项研究认为，“可爱”这种吸引力会让大脑产生攻击的冲动，这种现象被称为“可愛侵略”。

## 文藝
可愛在許多文化裡是市場行銷的主要工具，例如日本的皮卡丘和Hello Kitty。可愛在英語系國家也是一種商業賣點，艾蒙、The Family Circus、菲比小精靈、美好時光與其他可愛商品都大熱賣。可愛在電影中也起了很大的宣傳作用。秀蘭·鄧波兒主演的電影因此爆紅。其他的電影如親愛的，我把孩子縮小了、三個奶爸一個娃、模範警察等。另外還有紀錄片企鵝寶貝，片中的可愛企鵝是令人矚目的焦點。在電影快樂腳中，企鵝是以電腦動畫來呈現的。
史蒂芬·古爾德為期刊《自然歷史》撰寫一篇文章，指出越來越多人把米老鼠畫得看起來像嬰兒。古爾德說米老鼠的畫風越來越可愛，這是為了讓米老鼠更流行。